# NHL Global Series 2019

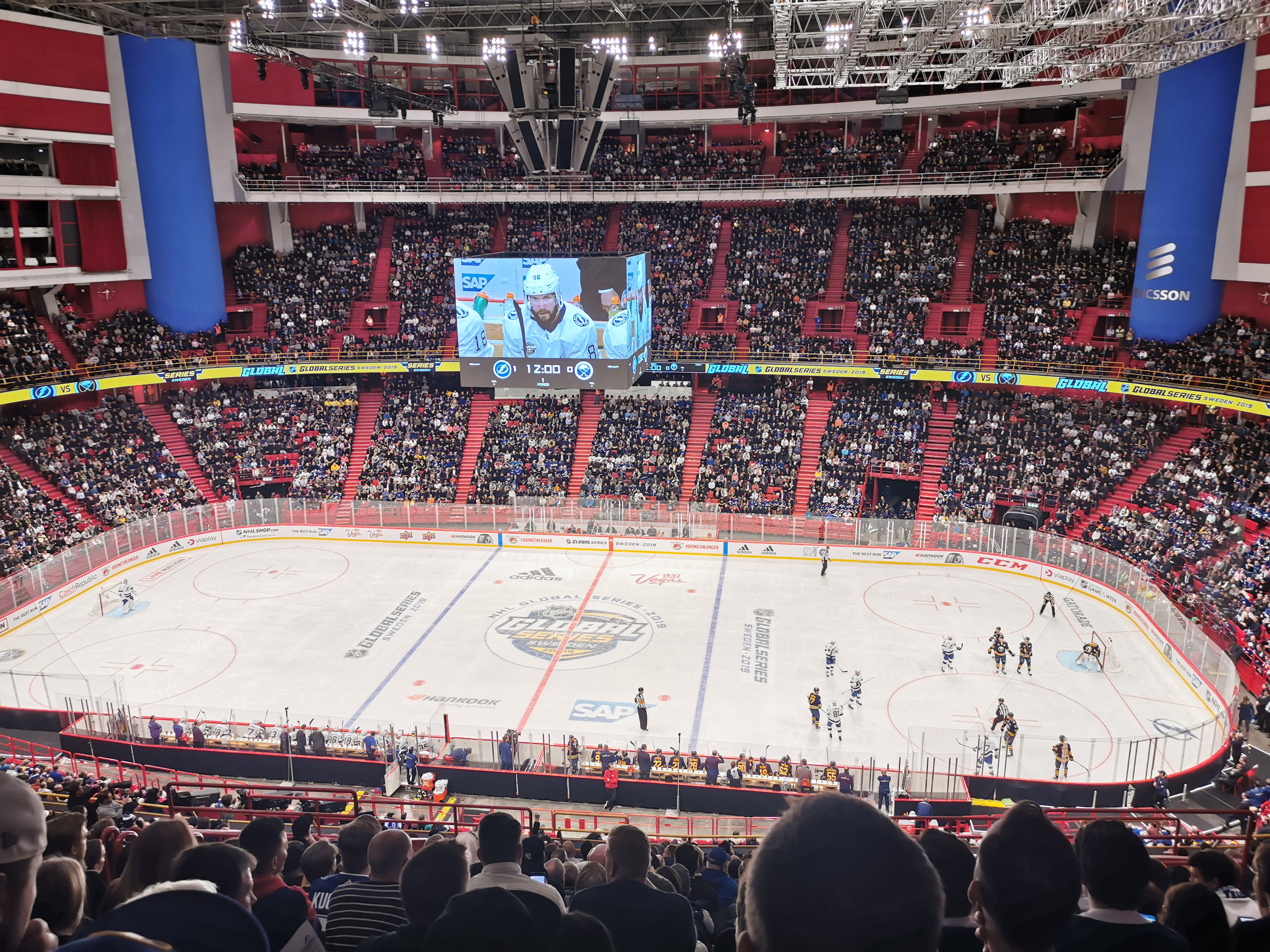
Buffalo Sabres mot Tampa Bay Lightning vid tekning i den första perioden i deras match i Globen i Stockholm i Sverige den 8 november 2019.

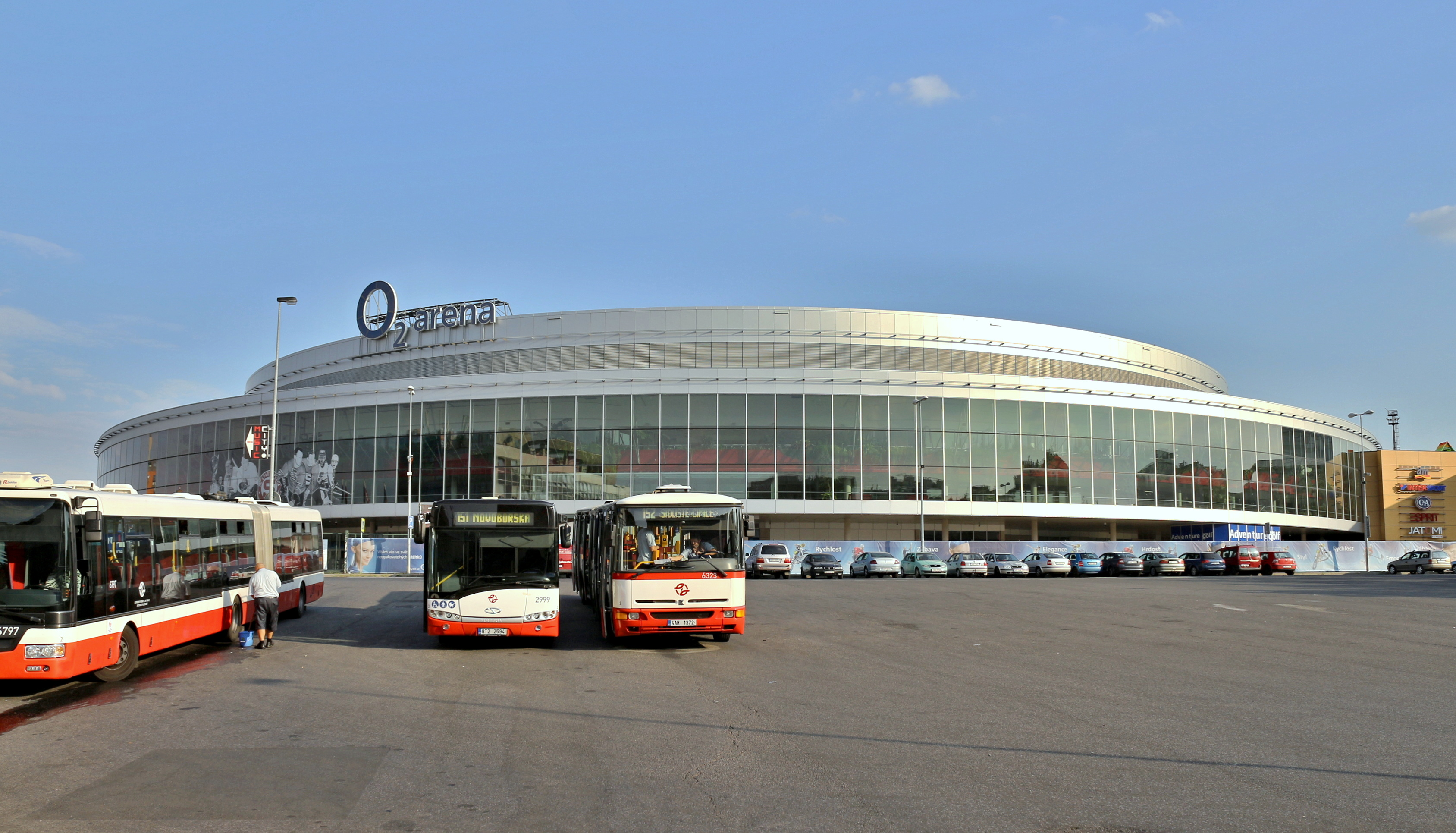
Arenan som stod värd för den tjeckiska delen av sportarrangemanget.

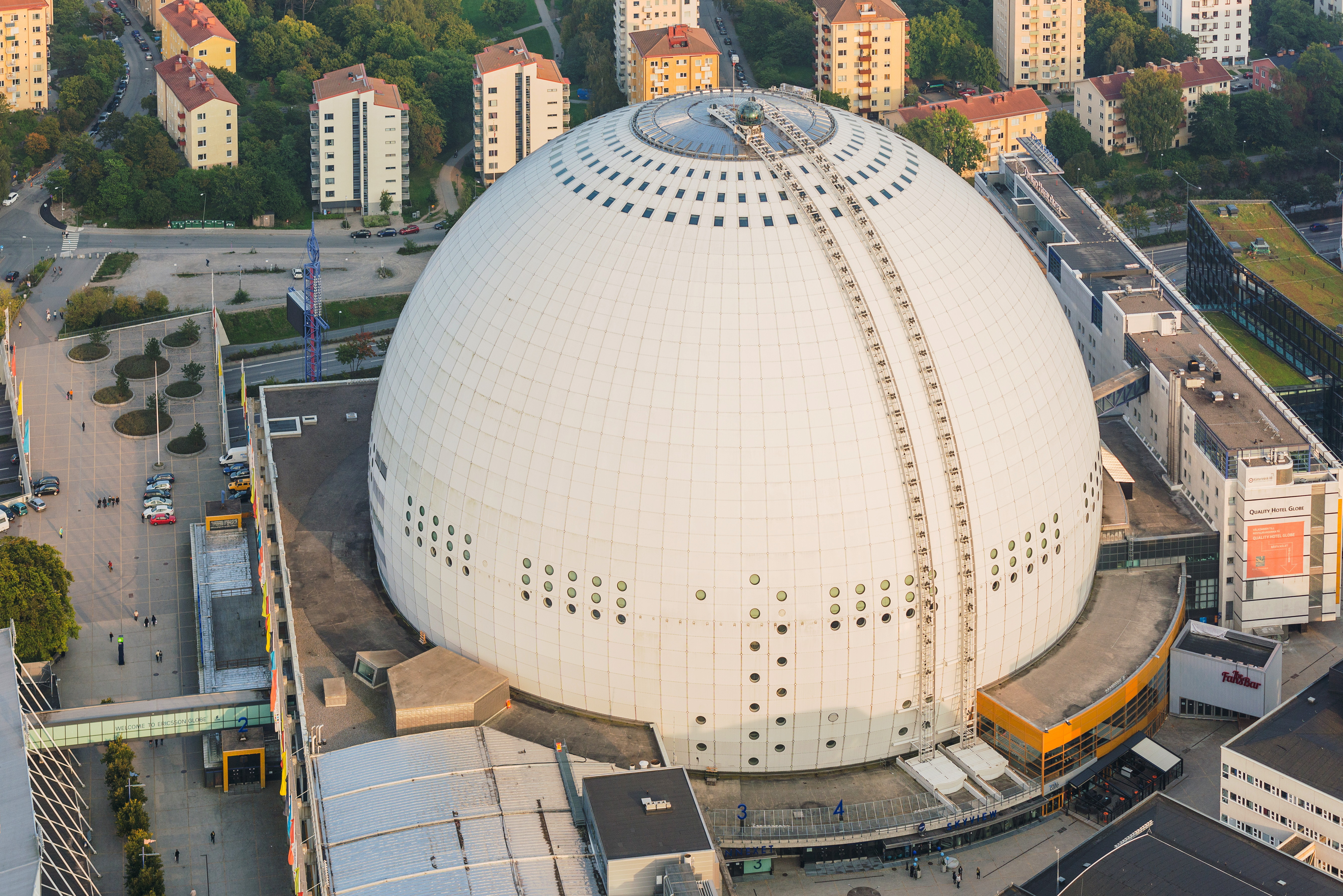
Arenan som stod värd för den svenska delen av sportarrangemanget.

NHL Global Series 2019 var ett sportarrangemang i den nordamerikanska ishockeyligan National Hockey League (NHL) där tre grundspelsmatcher spelades i Europa under säsongen 2019–2020. Den första spelades mellan Philadelphia Flyers och Chicago Blackhawks i O2 Arena i Prag i Tjeckien den 4 oktober 2019. De andra två spelades mellan Buffalo Sabres och Tampa Bay Lightning i Globen i Stockholm i Sverige den 8 och 9 november 2019.

## Philadelphia Flyers vs Chicago Blackhawks (4 oktober)

### Laguppställningarna
| Vänsterforwards    | Centrar            | Högerforwards       |
| ------------------ | ------------------ | ------------------- |
| Claude Giroux (C)  | Kevin Hayes        | Jakub Voráček (A)   |
| Oskar Lindblom     | Sean Couturier (A) | Travis Konecny      |
| James van Riemsdyk | Scott Laughton     | Carsen Twarynski    |
| Michael Raffl      | Connor Bunnaman    | Tyler Pitlick       |
| Backar             |                    | Backar              |
| Ivan Provorov      |                    | Justin Braun        |
| Travis Sanheim     |                    | Matt Niskanen       |
| Robert Hägg        |                    | Shayne Gostisbehere |
|                    | Målvakter          |                     |
|                    | Carter Hart        |                     |
|                    | Brian Elliott      |                     |
|                    | Tränare            |                     |
|                    | Alain Vigneault    |                     |

| Vänsterforwards    | Centrar            | Högerforwards      |
| ------------------ | ------------------ | ------------------ |
| Alexander Nylander | Jonathan Toews (C) | Patrick Kane       |
| Alex DeBrincat     | Dylan Strome       | Andrew Shaw        |
| Brandon Saad       | David Kämpf        | Dominik Kubalík    |
| Zack Smith         | Ryan Carpenter     | Drake Caggiula     |
| Backar             |                    | Backar             |
| Duncan Keith (A)   |                    | Erik Gustafsson    |
| Olli Määttä        |                    | Brent Seabrook (A) |
| Slater Koekkoek    |                    | Dennis Gilbert     |
|                    | Målvakter          |                    |
|                    | Corey Crawford     |                    |
|                    | Robin Lehner       |                    |
|                    | Tränare            |                    |
|                    | Jeremy Colliton    |                    |

### Resultatet
|  | 4 oktober 2018 | Philadelphia Flyers | 4 – 3   | Chicago Blackhawks | 02 Arena | |
|  |                | Första perioden: Travis Konecny (06:24) Andra perioden: Oskar Lindblom (PP) (06:28) Assists: Konecny, Provorov Travis Konecny (18:04) Assist: Laughton Tredje perioden: Michael Raffl (09:48) Assists: Pitlick, Hägg | Rapport | Första perioden: (07:44) Alexander Nylander Assist: Kane Andra perioden: (19:47) (PP) Alex DeBrincat Assists: Kane, Gustafsson Tredje perioden: (17:53) Patrick Kane Assists: Gustafsson, Keith | Prag, Tjeckien Publik: 17 463 Domare: Dan O'Halloran & Jean Hebert Linjedomare: Brian Murphy & Libor Suchánek | Prag, Tjeckien Publik: 17 463 Domare: Dan O'Halloran & Jean Hebert Linjedomare: Brian Murphy & Libor Suchánek |
|  |                | |         | | Prag, Tjeckien Publik: 17 463 Domare: Dan O'Halloran & Jean Hebert Linjedomare: Brian Murphy & Libor Suchánek | Prag, Tjeckien Publik: 17 463 Domare: Dan O'Halloran & Jean Hebert Linjedomare: Brian Murphy & Libor Suchánek |
|  |                | |         | | Prag, Tjeckien Publik: 17 463 Domare: Dan O'Halloran & Jean Hebert Linjedomare: Brian Murphy & Libor Suchánek | Prag, Tjeckien Publik: 17 463 Domare: Dan O'Halloran & Jean Hebert Linjedomare: Brian Murphy & Libor Suchánek |

|                     | Philadelphia Flyers | Chicago Blackhawks |
| ------------------- | ------------------- | ------------------ |
| Powerplay           | 1/3                 | 1/2                |
| Tacklingar          | 16                  | 29                 |
| Vunna tekningar (%) | 62                  | 38                 |
| Blockerade skott    | 14                  | 12                 |
| Utvisningsminuter   | 4                   | 6                  |

| Period | Philadelphia Flyers | Chicago Blackhawks |
| ------ | ------------------- | ------------------ |
| Första | 13                  | 11                 |
| Andra  | 15                  | 7                  |
| Tredje | 10                  | 13                 |
| Totalt | 38                  | 31                 |

#### Utvisningar
| Spelare         | Utvisning       | Utvisningsminuter | Tid             |
| Första perioden | Första perioden | Första perioden   | Första perioden |
| --------------- | --------------- | ----------------- | --------------- |
| Jakub Voráček   | Hakning         | 2:00              | 03:16           |
| Andra perioden  |                 |                   |                 |
| Claude Giroux   | Slashing        | 2:00              | 17:49           |
| Tredje perioden |                 |                   |                 |
| —               | —               | —                 | —               |
| Källa:          |                 |                   |                 |

| Spelare                                            | Utvisning           | Utvisningsminuter | Tid             |
| Första perioden                                    | Första perioden     | Första perioden   | Första perioden |
| -------------------------------------------------- | ------------------- | ----------------- | --------------- |
| —                                                  | —                   | —                 | —               |
| Andra perioden                                     |                     |                   |                 |
| Duncan Keith                                       | Tripping            | 2:00              | 04:24           |
| Brent Seabrook                                     | Fördröjning av spel | 2:00              | 09:14           |
| Andrew Shaw                                        | Cross checking      | 2:00              | 17:30           |
| Tredje perioden                                    |                     |                   |                 |
| —                                                  | —                   | —                 | —               |
| Termer: Förseelser som leder till utvisningsstraff |                     |                   |                 |

### Statistik

#### Philadelphia Flyers

##### Utespelare
| Spelare             | Mål | Assist | Poäng | +/− | Utvisningsminuter | Skott | Vunna tekningar (%) | Tacklingar | Tid på isen |
| ------------------- | --- | ------ | ----- | --- | ----------------- | ----- | ------------------- | ---------- | ----------- |
| Travis Konecny      | 2   | 1      | 3     | +1  | 0                 | 3     | —                   | 1          | 16:41       |
| Oskar Lindblom      | 1   | 0      | 1     | 0   | 0                 | 5     | —                   | 0          | 16:33       |
| Michael Raffl       | 1   | 0      | 1     | +1  | 0                 | 4     | 50                  | 1          | 10:11       |
| Robert Hägg         | 0   | 1      | 1     | +1  | 0                 | 1     | —                   | 0          | 14:56       |
| Scott Laughton      | 0   | 1      | 1     | 0   | 0                 | 1     | 50                  | 2          | 15:43       |
| Tyler Pitlick       | 0   | 1      | 1     | +1  | 0                 | 0     | —                   | 1          | 09:57       |
| Ivan Provorov       | 0   | 1      | 1     | -1  | 0                 | 3     | —                   | 2          | 23:55       |
| Justin Braun        | 0   | 0      | 0     | -2  | 0                 | 2     | —                   | 0          | 19:45       |
| Connor Bunnaman     | 0   | 0      | 0     | +1  | 0                 | 2     | —                   | 1          | 11:06       |
| Sean Couturier      | 0   | 0      | 0     | -1  | 0                 | 3     | 75                  | 2          | 19:21       |
| Claude Giroux       | 0   | 0      | 0     | 0   | 2                 | 3     | 63                  | 0          | 17:31       |
| Shayne Gostisbehere | 0   | 0      | 0     | +1  | 0                 | 1     | —                   | 0          | 18:21       |
| Kevin Hayes         | 0   | 0      | 0     | 0   | 0                 | 1     | 60                  | 3          | 18:33       |
| Matt Niskanen       | 0   | 0      | 0     | +1  | 0                 | 1     | —                   | 1          | 20:23       |
| Travis Sanheim      | 0   | 0      | 0     | +2  | 0                 | 2     | —                   | 0          | 19:54       |
| Carsen Twarynski    | 0   | 0      | 0     | 0   | 0                 | 1     | —                   | 2          | 11:57       |
| James van Riemsdyk  | 0   | 0      | 0     | 0   | 0                 | 2     | —                   | 0          | 15:11       |
| Jakub Voráček       | 0   | 0      | 0     | -1  | 2                 | 3     | —                   | 0          | 16:04       |
| Källa:              |     |        |       |     |                   |       |                     |            |             |

##### Målvakt
| Spelare     | Skott mot sig | Räddningar | Insläppta mål | Räddningsprocent | Utvisningsminuter | Tid på isen |
| ----------- | ------------- | ---------- | ------------- | ---------------- | ----------------- | ----------- |
| Carter Hart | 31            | 28         | 3             | 0,903            | 0                 | 60:00       |
| Källa:      |               |            |               |                  |                   |             |

#### Chicago Blackhawks

##### Utespelare
| Spelare            | Mål | Assist | Poäng | +/− | Utvisningsminuter | Skott | Vunna tekningar (%) | Tacklingar | Tid på isen |
| ------------------ | --- | ------ | ----- | --- | ----------------- | ----- | ------------------- | ---------- | ----------- |
| Patrick Kane       | 1   | 2      | 3     | +1  | 0                 | 2     | —                   | 0          | 21:28       |
| Erik Gustafsson    | 0   | 2      | 2     | 0   | 0                 | 2     | —                   | 2          | 25:43       |
| Alex DeBrincat     | 1   | 0      | 1     | +1  | 0                 | 5     | —                   | 1          | 17:40       |
| Alexander Nylander | 1   | 0      | 1     | 0   | 0                 | 1     | —                   | 0          | 15:07       |
| Duncan Keith       | 0   | 1      | 1     | -1  | 2                 | 1     | —                   | 0          | 23:48       |
| Drake Caggiula     | 0   | 0      | 0     | -1  | 0                 | 1     | —                   | 4          | 12:07       |
| Ryan Carpenter     | 0   | 0      | 0     | -1  | 0                 | 0     | 50                  | 1          | 09:42       |
| Slater Koekkoek    | 0   | 0      | 0     | -2  | 0                 | 0     | —                   | 1          | 13:43       |
| Dominik Kubalík    | 0   | 0      | 0     | 0   | 0                 | 3     | —                   | 0          | 13:59       |
| David Kämpf        | 0   | 0      | 0     | -1  | 0                 | 4     | 31                  | 3          | 13:20       |
| Olli Määttä        | 0   | 0      | 0     | +1  | 0                 | 1     | —                   | 3          | 20:03       |
| Brandon Saad       | 0   | 0      | 0     | -1  | 0                 | 4     | —                   | 0          | 12:45       |
| Brent Seabrook     | 0   | 0      | 0     | +1  | 2                 | 0     | —                   | 0          | 19:03       |
| Andrew Shaw        | 0   | 0      | 0     | -1  | 2                 | 2     | 50                  | 1          | 15:04       |
| Zack Smith         | 0   | 0      | 0     | -1  | 0                 | 0     | 25                  | 2          | 08:12       |
| Dylan Strome       | 0   | 0      | 0     | 0   | 0                 | 0     | 45                  | 2          | 17:48       |
| Jonathan Toews     | 0   | 0      | 0     | +1  | 0                 | 3     | 36                  | 1          | 21:41       |
| Källa:             |     |        |       |     |                   |       |                     |            |             |

##### Målvakt
| Spelare        | Skott mot sig | Räddningar | Insläppta mål | Räddningsprocent | Utvisningsminuter | Tid på isen |
| -------------- | ------------- | ---------- | ------------- | ---------------- | ----------------- | ----------- |
| Corey Crawford | 38            | 34         | 4             | 0,895            | 0                 | 58:04       |
| Källa:         |               |            |               |                  |                   |             |

## Buffalo Sabres vs Tampa Bay Lightning (8 november)

### Laguppställningarna
| Vänsterforwards   | Centrar              | Högerforwards      |
| ----------------- | -------------------- | ------------------ |
| Victor Olofsson   | Jack Eichel (C)      | Sam Reinhart       |
| Jeff Skinner      | Marcus Johansson (A) | Vladimír Sobotka   |
| Jimmy Vesey       | Casey Mittelstadt    | Conor Sheary       |
| Zemgus Girgensons | Johan Larsson        | Kyle Okposo        |
| Backar            |                      | Backar             |
| Jake McCabe (A)   |                      | Rasmus Ristolainen |
| Brandon Montour   |                      | Colin Miller       |
| Henri Jokiharju   |                      | Rasmus Dahlin      |
|                   | Målvakter            |                    |
|                   | Linus Ullmark        |                    |
|                   | Carter Hutton        |                    |
|                   | Tränare              |                    |
|                   | Ralph Krueger        |                    |

| Vänsterforwards   | Centrar            | Högerforwards     |
| ----------------- | ------------------ | ----------------- |
| Tyler Johnson     | Brayden Point      | Nikita Kutjerov   |
| Ondřej Palát      | Steven Stamkos (C) | Aleksandr Volkov  |
| Alexander Killorn | Anthony Cirelli    | Mathieu Joseph    |
| Patrick Maroon    | Cédric Paquette    | Yanni Gourde      |
| Backar            |                    | Backar            |
| Victor Hedman (A) |                    | Kevin Shattenkirk |
| Ryan McDonagh (A) |                    | Erik Černák       |
| Luke Schenn       |                    | Michail Sergatjov |
|                   | Målvakter          |                   |
|                   | Andrej Vasilevskij |                   |
|                   | Curtis McElhinney  |                   |
|                   | Tränare            |                   |
|                   | Jon Cooper         |                   |

### Resultatet
|  | 8 november 2019 | Buffalo Sabres | 2 – 3   | Tampa Bay Lightning | Globen | |
|  |                 | Första perioden: — Andra perioden: Sam Reinhart (15:43) Assists: Ristolainen, McCabe Tredje perioden: Sam Reinhart (11:30) Assists: Jokiharju, Olofsson | Rapport | Första perioden: (3:19) Nikita Kutjerov Assists: Point, Shattenkirk (16:14) (PP) Alexander Killorn Assists: Hedman, Stamkos Andra perioden: — Tredje perioden: (7:45) Yanni Gourde Assists: Maroon, Paquette | Stockholm, Sverige Publik: 13 230 Domare: Eric Furlatt & Chris Lee Linjedomare: Steve Barton & Tony Sericato | Stockholm, Sverige Publik: 13 230 Domare: Eric Furlatt & Chris Lee Linjedomare: Steve Barton & Tony Sericato |
|  |                 | |         | | Stockholm, Sverige Publik: 13 230 Domare: Eric Furlatt & Chris Lee Linjedomare: Steve Barton & Tony Sericato | Stockholm, Sverige Publik: 13 230 Domare: Eric Furlatt & Chris Lee Linjedomare: Steve Barton & Tony Sericato |
|  |                 | |         | | Stockholm, Sverige Publik: 13 230 Domare: Eric Furlatt & Chris Lee Linjedomare: Steve Barton & Tony Sericato | Stockholm, Sverige Publik: 13 230 Domare: Eric Furlatt & Chris Lee Linjedomare: Steve Barton & Tony Sericato |

|                     | Buffalo Sabres | Tampa Bay Lightning |
| ------------------- | -------------- | ------------------- |
| Powerplay           | 0/2            | 1/4                 |
| Tacklingar          | 29             | 18                  |
| Vunna tekningar (%) | 31             | 69                  |
| Blockerade skott    | 29             | 18                  |
| Utvisningsminuter   | 10             | 6                   |

| Period | Buffalo Sabres | Tampa Bay Lightning |
| ------ | -------------- | ------------------- |
| Första | 9              | 13                  |
| Andra  | 5              | 13                  |
| Tredje | 8              | 8                   |
| Totalt | 22             | 34                  |

#### Utvisningar
| Spelare                   | Utvisning       | Utvisningsminuter | Tid             |
| Första perioden           | Första perioden | Första perioden   | Första perioden |
| ------------------------- | --------------- | ----------------- | --------------- |
| Rasmus Dahlin             | Interference    | 2:00              | 15:20           |
| Andra perioden            |                 |                   |                 |
| Jake McCabe               | Hög klubba      | 2:00              | 05:50           |
| Tredje perioden           |                 |                   |                 |
| Rasmus Ristolainen        | Interference    | 2:00              | 04:26           |
| Lagstraff (Nick Bjugstad) | Roughing        | 2:00              | 04:26           |
| Mike Hoffman              | Tripping        | 2:00              | 14:12           |
| Källa:                    |                 |                   |                 |

| Spelare                                            | Utvisning       | Utvisningsminuter | Tid             |
| Första perioden                                    | Första perioden | Första perioden   | Första perioden |
| -------------------------------------------------- | --------------- | ----------------- | --------------- |
| Erik Černák                                        | Interference    | 2:00              | 18:55           |
| Andra perioden                                     |                 |                   |                 |
| Ondřej Palát                                       | Roughing        | 2:00              | 04:26           |
| Tredje perioden                                    |                 |                   |                 |
| Yanni Gorude                                       | Hög klubb       | 2:00              | 07:49           |
| Termer: Förseelser som leder till utvisningsstraff |                 |                   |                 |

### Statistik

#### Buffalo Sabres

##### Utespelare
| Spelare            | Mål | Assist | Poäng | +/− | Utvisningsminuter | Skott | Vunna tekningar (%) | Tacklingar | Tid på isen |
| ------------------ | --- | ------ | ----- | --- | ----------------- | ----- | ------------------- | ---------- | ----------- |
| Sam Reinhart       | 2   | 0      | 2     | +2  | 0                 | 7     | —                   | 3          | 20:56       |
| Henri Jokiharju    | 0   | 1      | 1     | 0   | 0                 | 0     | —                   | 1          | 18:50       |
| Jake McCabe        | 0   | 1      | 1     | 0   | 2                 | 1     | —                   | 1          | 18:40       |
| Victor Olofsson    | 0   | 1      | 1     | +2  | 0                 | 2     | —                   | 1          | 20:49       |
| Rasmus Ristolainen | 0   | 1      | 1     | +1  | 2                 | 0     | —                   | 9          | 21:32       |
| Rasmus Dahlin      | 0   | 0      | 0     | 0   | 2                 | 1     | —                   | 0          | 18:50       |
| Jack Eichel        | 0   | 0      | 0     | +2  | 2                 | 1     | 37                  | 1          | 23:16       |
| Zemgus Girgensons  | 0   | 0      | 0     | 0   | 0                 | 0     | 50                  | 2          | 12:53       |
| Marcus Johansson   | 0   | 0      | 0     | -1  | 0                 | 0     | 22                  | 3          | 17:27       |
| Johan Larsson      | 0   | 0      | 0     | 0   | 0                 | 4     | 14                  | 1          | 16:31       |
| Colin Miller       | 0   | 0      | 0     | -1  | 0                 | 0     | —                   | 2          | 20:17       |
| Casey Mittelstadt  | 0   | 0      | 0     | -1  | 0                 | 0     | 33                  | 0          | 13:03       |
| Brendan Montour    | 0   | 0      | 0     | 0   | 0                 | 2     | —                   | 1          | 18:11       |
| Kyle Okposo        | 0   | 0      | 0     | 0   | 0                 | 0     | 100                 | 1          | 09:12       |
| Conor Sheary       | 0   | 0      | 0     | -1  | 0                 | 0     | —                   | 0          | 12:09       |
| Jeff Skinner       | 0   | 0      | 0     | -1  | 2                 | 3     | 0                   | 2          | 16:55       |
| Vladimír Sobotka   | 0   | 0      | 0     | -1  | 0                 | 0     | 67                  | 0          | 04:12       |
| Jimmy Vesey        | 0   | 0      | 0     | -1  | 0                 | 1     | —                   | 1          | 10:52       |
| Källa:             |     |        |       |     |                   |       |                     |            |             |

##### Målvakt
| Spelare       | Skott mot sig | Räddningar | Insläppta mål | Räddningsprocent | Utvisningsminuter | Tid på isen |
| ------------- | ------------- | ---------- | ------------- | ---------------- | ----------------- | ----------- |
| Linus Ullmark | 34            | 31         | 3             | 0,912            | 0                 | 58:13       |
| Källa:        |               |            |               |                  |                   |             |

#### Tampa Bay Lightning

##### Utespelare
| Spelare           | Mål | Assist | Poäng | +/− | Utvisningsminuter | Skott | Vunna tekningar (%) | Tacklingar | Tid på isen |
| ----------------- | --- | ------ | ----- | --- | ----------------- | ----- | ------------------- | ---------- | ----------- |
| Yanni Gourde      | 1   | 0      | 1     | +1  | 2                 | 2     | 100                 | 0          | 13:34       |
| Alexander Killorn | 1   | 0      | 1     | 0   | 0                 | 3     | —                   | 1          | 17:07       |
| Nikita Kutjerov   | 1   | 0      | 1     | +1  | 0                 | 3     | —                   | 1          | 21:23       |
| Victor Hedman     | 0   | 1      | 1     | +1  | 0                 | 2     | —                   | 0          | 25:47       |
| Patrick Maroon    | 0   | 1      | 1     | +1  | 0                 | 3     | —                   | 0          | 13:01       |
| Cédric Paquette   | 0   | 1      | 1     | +1  | 0                 | 4     | 50                  | 1          | 13:13       |
| Brayden Point     | 0   | 1      | 1     | +1  | 0                 | 2     | 88                  | 0          | 18:50       |
| Kevin Shattenkirk | 0   | 1      | 1     | +1  | 0                 | 4     | —                   | 1          | 20:54       |
| Steven Stamkos    | 0   | 1      | 1     | -2  | 0                 | 2     | 57                  | 0          | 15:41       |
| Erik Černák       | 0   | 0      | 0     | 0   | 2                 | 4     | —                   | 1          | 17:42       |
| Anthony Cirelli   | 0   | 0      | 0     | 0   | 0                 | 1     | 67                  | 1          | 14:49       |
| Tyler Johnson     | 0   | 0      | 0     | +1  | 0                 | 1     | 50                  | 1          | 15:44       |
| Mathieu Joseph    | 0   | 0      | 0     | 0   | 0                 | 0     | —                   | 0          | 11:59       |
| Ryan McDonagh     | 0   | 0      | 0     | 0   | 0                 | 1     | —                   | 2          | 19:51       |
| Ondřej Palát      | 0   | 0      | 0     | -2  | 2                 | 1     | —                   | 2          | 14:14       |
| Luke Schenn       | 0   | 0      | 0     | -1  | 0                 | 0     | —                   | 3          | 15:25       |
| Michail Sergatjov | 0   | 0      | 0     | -1  | 0                 | 0     | —                   | 1          | 16:05       |
| Aleksandr Volkov  | 0   | 0      | 0     | -2  | 0                 | 1     | —                   | 3          | 10:36       |
| Källa:            |     |        |       |     |                   |       |                     |            |             |

##### Målvakt
| Spelare            | Skott mot sig | Räddningar | Insläppta mål | Räddningsprocent | Utvisningsminuter | Tid på isen |
| ------------------ | ------------- | ---------- | ------------- | ---------------- | ----------------- | ----------- |
| Andrej Vasilevskij | 22            | 20         | 2             | 0,909            | 0                 | 60:00       |
| Källa:             |               |            |               |                  |                   |             |

## Tampa Bay Lightning vs Buffalo Sabres (9 november)

### Laguppställningarna
| Vänsterforwards   | Centrar            | Högerforwards     |
| ----------------- | ------------------ | ----------------- |
| Tyler Johnson     | Brayden Point      | Nikita Kutjerov   |
| Ondřej Palát      | Steven Stamkos (C) | Aleksandr Volkov  |
| Alexander Killorn | Anthony Cirelli    | Mathieu Joseph    |
| Patrick Maroon    | Cédric Paquette    | Yanni Gourdi      |
| Backar            |                    | Backar            |
| Victor Hedman (A) |                    | Kevin Shattenkirk |
| Ryan McDonagh (A) |                    | Erik Černák       |
| Jan Rutta         |                    | Michail Sergatjov |
|                   | Målvakter          |                   |
|                   | Curtis McElhinney  |                   |
|                   | Andrej Vasilevskij |                   |
|                   | Tränare            |                   |
|                   | Jon Cooper         |                   |

| Vänsterforwards   | Centrar              | Högerforwards      |
| ----------------- | -------------------- | ------------------ |
| Victor Olofsson   | Jack Eichel (C)      | Sam Reinhart       |
| Jimmy Vesey       | Marcus Johansson (A) | Casey Mittelstadt  |
| Jeff Skinner      | Evan Rodrigues       | Conor Sheary       |
| Zemgus Girgensons | Johan Larsson        | Kyle Okposo        |
| Backar            |                      | Backar             |
| Jake McCabe (A)   |                      | Rasmus Ristolainen |
| Rasmus Dahlin     |                      | Brendan Montour    |
| Henri Jokiharju   |                      | Colin Miller       |
|                   | Målvakter            |                    |
|                   | Carter Hutton        |                    |
|                   | Linus Ullmark        |                    |
|                   | Tränare              |                    |
|                   | Ralph Krueger        |                    |

### Resultatet
|  | 9 november 2019 | Tampa Bay Lightning | 5 – 3   | Buffalo Sabres | Globen | |
|  |                 | Första perioden: Patrick Maroon (PP) (17:02) Assists: Gourde, Shattenkirk Andra perioden: Victor Hedman (PP) (01:58) Assists: Stamkos, Kutjerov Patrick Maroon (19:57) Assists: Paquette, Shattenkirk Tredje perioden: Yanni Gourde (09:48) Assist: Paquette Mathieu Joseph (10:55) Assists: Killorn, Cirelli | Rapport | Första perioden: (09:30) Sam Reinhart Assists: Johansson, Montour Andra perioden: — Tredje perioden: (04:14) Victor Olofsson Assists: Eichel, Reinhart (19:22) Jack Eichel Assists: Ristolainen, Dahlin | Stockholm, Sverige Publik: 13 339 Domare: Eric Furlatt & Chris Lee Linjedomare: Steve Barton & Tony Sericato | Stockholm, Sverige Publik: 13 339 Domare: Eric Furlatt & Chris Lee Linjedomare: Steve Barton & Tony Sericato |
|  |                 | |         | | Stockholm, Sverige Publik: 13 339 Domare: Eric Furlatt & Chris Lee Linjedomare: Steve Barton & Tony Sericato | Stockholm, Sverige Publik: 13 339 Domare: Eric Furlatt & Chris Lee Linjedomare: Steve Barton & Tony Sericato |
|  |                 | |         | | Stockholm, Sverige Publik: 13 339 Domare: Eric Furlatt & Chris Lee Linjedomare: Steve Barton & Tony Sericato | Stockholm, Sverige Publik: 13 339 Domare: Eric Furlatt & Chris Lee Linjedomare: Steve Barton & Tony Sericato |

|                     | Tampa Bay Lightning | Buffalo Sabres |
| ------------------- | ------------------- | -------------- |
| Powerplay           | 2/3                 | 0/2            |
| Tacklingar          | 12                  | 19             |
| Vunna tekningar (%) | 51                  | 49             |
| Blockerade skott    | 18                  | 5              |
| Utvisningsminuter   | 16                  | 8              |

| Period | Tampa Bay Lightning | Buffalo Sabres |
| ------ | ------------------- | -------------- |
| Första | 12                  | 17             |
| Andra  | 18                  | 13             |
| Tredje | 10                  | 13             |
| Totalt | 40                  | 43             |

#### Utvisningar
| Spelare         | Utvisning               | Utvisningsminuter | Tid             |
| Första perioden | Första perioden         | Första perioden   | Första perioden |
| --------------- | ----------------------- | ----------------- | --------------- |
| Nikita Kutjerov | Hakning                 | 2:00              | 10:40           |
| Andra perioden  |                         |                   |                 |
| —               | —                       | —                 | —               |
| Tredje perioden |                         |                   |                 |
| Cédric Paquette | Osportsligt uppträdande | 2:00              | 16:14           |
| Cédric Paquette | Matchstraff             | 10:00             | 16:14           |
| Erik Černák     | Roughing                | 2:00              | 17:59           |
| Källa:          |                         |                   |                 |

| Spelare                                            | Utvisning       | Utvisningsminuter | Tid             |
| Första perioden                                    | Första perioden | Första perioden   | Första perioden |
| -------------------------------------------------- | --------------- | ----------------- | --------------- |
| Brendan Montour                                    | Roughing        | 2:00              | 15:07           |
| Andra perioden                                     |                 |                   |                 |
| Marcus Johansson                                   | Interference    | 2:00              | 01:51           |
| Rasmus Ristolainen                                 | Interference    | 2:00              | 14:43           |
| Tredje perioden                                    |                 |                   |                 |
| Sam Reinhart                                       | Roughing        | 2:00              | 17:59           |
| Termer: Förseelser som leder till utvisningsstraff |                 |                   |                 |

### Statistik

#### Tampa Bay Lightning

##### Utespelare
| Spelare           | Mål | Assist | Poäng | +/− | Utvisningsminuter | Skott | Vunna tekningar (%) | Tacklingar | Tid på isen |
| ----------------- | --- | ------ | ----- | --- | ----------------- | ----- | ------------------- | ---------- | ----------- |
| Patrick Maroon    | 2   | 0      | 2     | +1  | 0                 | 6     | —                   | 1          | 14:40       |
| Yanni Gourde      | 1   | 1      | 2     | +1  | 0                 | 4     | 100                 | 2          | 14:31       |
| Cédric Paquette   | 0   | 2      | 2     | +1  | 12                | 1     | 38                  | 1          | 14:11       |
| Kevin Shattenkirk | 0   | 2      | 2     | +1  | 0                 | 2     | —                   | 0          | 14:14       |
| Victor Hedman     | 1   | 0      | 1     | -1  | 0                 | 4     | —                   | 0          | 21:52       |
| Mathieu Joseph    | 1   | 0      | 1     | +1  | 0                 | 3     | 50                  | 0          | 13:50       |
| Anthony Cirelli   | 0   | 1      | 1     | 0   | 0                 | 1     | 43                  | 1          | 18:26       |
| Alexander Killorn | 0   | 1      | 1     | +1  | 0                 | 0     | —                   | 0          | 17:49       |
| Nikita Kucherov   | 0   | 1      | 1     | -2  | 2                 | 0     | —                   | 2          | 15:48       |
| Steven Stamkos    | 0   | 1      | 1     | 0   | 0                 | 6     | 80                  | 2          | 15:15       |
| Erik Černák       | 0   | 0      | 0     | 0   | 2                 | 4     | —                   | 2          | 22:40       |
| Tyler Johnson     | 0   | 0      | 0     | -2  | 0                 | 3     | 50                  | 0          | 14:51       |
| Ryan McDonagh     | 0   | 0      | 0     | -1  | 0                 | 1     | —                   | 0          | 24:32       |
| Ondřej Palát      | 0   | 0      | 0     | 0   | 0                 | 0     | —                   | 1          | 13:37       |
| Brayden Point     | 0   | 0      | 0     | -1  | 0                 | 2     | 33                  | 0          | 15:11       |
| Jan Rutta         | 0   | 0      | 0     | 0   | 0                 | 0     | —                   | 0          | 18:52       |
| Michail Sergatjov | 0   | 0      | 0     | +1  | 0                 | 2     | —                   | 0          | 15:24       |
| Aleksandr Volkov  | 0   | 0      | 0     | 0   | 0                 | 1     | —                   | 0          | 10:17       |
| Källa:            |     |        |       |     |                   |       |                     |            |             |

##### Målvakt
| Spelare           | Skott mot sig | Räddningar | Insläppta mål | Räddningsprocent | Utvisningsminuter | Tid på isen |
| ----------------- | ------------- | ---------- | ------------- | ---------------- | ----------------- | ----------- |
| Curtis McElhinney | 43            | 40         | 3             | 0,930            | 0                 | 60:00       |
| Källa:            |               |            |               |                  |                   |             |

#### Buffalo Sabres

##### Utespelare
| Spelare            | Mål | Assist | Poäng | +/− | Utvisningsminuter | Skott | Vunna tekningar (%) | Tacklingar | Tid på isen |
| ------------------ | --- | ------ | ----- | --- | ----------------- | ----- | ------------------- | ---------- | ----------- |
| Jack Eichel        | 1   | 1      | 2     | 0   | 0                 | 3     | 50                  | 1          | 22:27       |
| Sam Reinhart       | 1   | 1      | 2     | -1  | 2                 | 1     | 0                   | 2          | 20:28       |
| Victor Olofsson    | 1   | 0      | 1     | 0   | 0                 | 7     | —                   | 0          | 21:34       |
| Rasmus Dahlin      | 0   | 1      | 1     | +1  | 0                 | 0     | —                   | 2          | 21:30       |
| Marcus Johansson   | 0   | 1      | 1     | 0   | 2                 | 3     | 63                  | 3          | 19:46       |
| Brendan Montour    | 0   | 1      | 1     | 0   | 2                 | 4     | —                   | 1          | 17:34       |
| Rasmus Ristolainen | 0   | 1      | 1     | -1  | 2                 | 5     | —                   | 3          | 23:59       |
| Zemgus Girgensons  | 0   | 0      | 0     | 0   | 0                 | 0     | 50                  | 3          | 08:59       |
| Henri Jokiharju    | 0   | 0      | 0     | +1  | 0                 | 2     | —                   | 0          | 15:43       |
| Johan Larsson      | 0   | 0      | 0     | +1  | 0                 | 0     | 36                  | 2          | 13:12       |
| Jake McCabe        | 0   | 0      | 0     | -2  | 0                 | 2     | —                   | 0          | 21:16       |
| Colin Miller       | 0   | 0      | 0     | +1  | 0                 | 2     | —                   | 1          | 17:02       |
| Casey Mittelstadt  | 0   | 0      | 0     | 0   | 0                 | 0     | 0                   | 0          | 14:20       |
| Kyle Okposo        | 0   | 0      | 0     | 0   | 0                 | 2     | —                   | 1          | 09:12       |
| Evan Rodrigues     | 0   | 0      | 0     | 0   | 0                 | 3     | 60                  | 0          | 12:08       |
| Conor Sheary       | 0   | 0      | 0     | +1  | 0                 | 1     | —                   | 0          | 10:01       |
| Jeff Skinner       | 0   | 0      | 0     | 0   | 0                 | 4     | 0                   | 0          | 17:47       |
| Jimmy Vesey        | 0   | 0      | 0     | 0   | 0                 | 4     | —                   | 0          | 12:42       |
| Källa:             |     |        |       |     |                   |       |                     |            |             |

##### Målvakt
| Spelare       | Skott mot sig | Räddningar | Insläppta mål | Räddningsprocent | Utvisningsminuter | Tid på isen |
| ------------- | ------------- | ---------- | ------------- | ---------------- | ----------------- | ----------- |
| Carter Hutton | 40            | 35         | 5             | 0,875            | 0                 | 56:18       |
| Källa:        |               |            |               |                  |                   |             |